# دایه

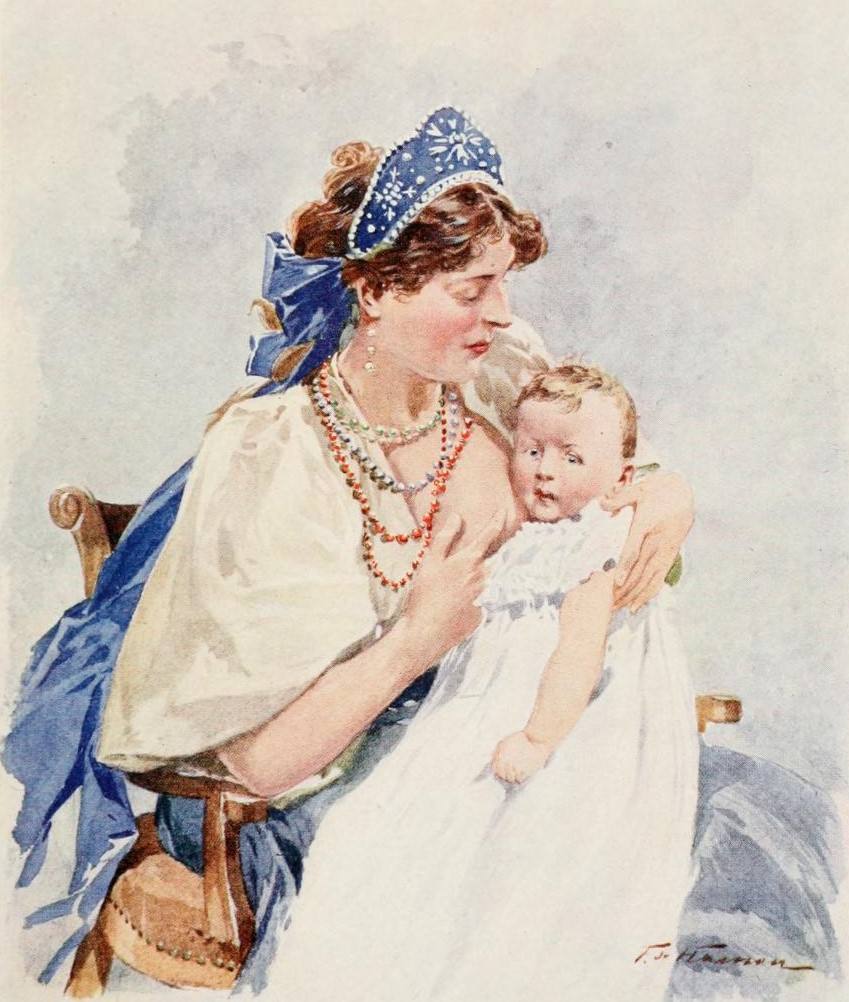
یک دایهٔ روس

دایه یا لَلِـه یا دَدِه در زمان قدیم به زنی گفته می‌شد که در نگهداری کودک به مادر او کمک می‌کرد. دایه گاه به معنای زنی است که بچهٔ زن دیگری را شیر دهد. همچنین گاه به معنای ماما و قابله، کسی که کمک می‌کند بچه‌ای زاده شود، است.

امروزه به شخصی که در نگهداری کودک به مادر کمک می‌کند پرستار کودک می‌گویند.

## در اسلام
در اسلام، به خویشاوندی بین زنی که بچه‌ای غیر از فرزند خود را شیر دهد، با آن بچه، خویشاوندی رضاعی گفته می‌شود. مدت اندکی پس از تولد محمد، او را برای گذراندن دوران شیرخوارگی به دست دایه ای از قبیلهٔ بیابان نشین بنی سعد، به نام «حَلیمهٔ سَعدیه» سپردند.

## در امثال
ضرب‌المثل معروف فارسی، «دایه مهربان‌تر از مادر» به معنای «بیش از حد حمایت کردن» و گاه به معنای «به دروغ خود را مهربان و فداکار جلوه دادن» است.